# Maximovca, Anenii Noi
Maximovca este un sat în raionul Anenii Noi, Republica Moldova.

## Istorie
Conform datelor statistice din arhiva satului Maximovca și amintirilor urmașilor primilor proprietari așezați pe acest teritoriu, la 4 martie 1910 un eșalon de coloniști a pornit de la Cernăuți spre Chișinău. Pe data de 10 martie ei au ajuns la locul de destinație. Conform acelorași amintiri, 36 de coloniști s-au așezat aici, unde astăzi se află satul Maximovca. Locul acesta se numea pe atunci Valea Maxinului sau Valea lui Maxim. Pentru prima dată apare documentat la 23 decembrie 1910; atunci notarul superior al judecătoriei de circumscripție Chișinău a expediat consiliului zemstvei județului Chișinău o informație precum că, în corespundere cu art. 178 al Regulamentului cu privire la notariat, la 26, 27, 29 noiembrie și 2, 3, 7, 9, 10 și 11 decembrie 1910 au fost înregistrate în registrul actelor de vânzare-cumpărare a pământului 180 de date, conform cărora 180 de persoane nominalizate în lista anexată au procurat de la Banca Țărănească Funciară diferite sectoare de pământ din moșia Budești ce aparține Băncii. În afară de sectoarele de pământ arabil, coloniștii au procurat și sectoare unde urmau să-și ridice case și acareturi, să-și întemeieze gospodărie. Sectoarele de pământ arabil variau de la 8 până la 8,96 desetine, cele pentru case de la 1.200 până la 1.800 de stânjeni pătrați. În registrul amintit mai sus au fost incluși toți cei 180 de coloniști.

## Populație
<div class="transborder" style="position:absolute;width:100px;line-height:0;
Structură etnică
     moldoveni (40,55%)
     ucraineni (46,61%)
     ruși (9,81%)
     găgăuzi (0,34%)
     bulgari (1,01%)
     români (0,73%)
     polonezi (0,17%)
     alte etnii / nedeclarată (0,78%)
Conform datelor recensământului din 2004, populația localității este de 1.783 locuitori, dintre care 901 (50,53%) bărbați și 882 (49,47%) femei. Structura etnică a populației în cadrul localității arată astfel:
- moldoveni — 723;
- ucraineni — 831;
- ruși — 175;
- găgăuzi — 6;
- bulgari — 18;
- români — 13;
- polonezi — 3;
- altele / nedeclarată — 14.

## Administrație și politică
Componența Consiliului local Maximovca (11 consilieri), ales la 5 noiembrie 2023, este următoarea:
|  | Partid                                        | Consilieri | Componență | Componență | Componență | Componență |
|  | --------------------------------------------- | ---------- | ---------- | ---------- | ---------- | ---------- |
|  | Partidul Socialiștilor din Republica Moldova  | 4          |            |            |            |            |
|  | Partidul Nostru                               | 3          |            |            |            |            |
|  | Candidat independent LIUDMILA BOGDANOV        | 1          |            |            |            |            |
|  | Partidul Dezvoltării și Consolidării Moldovei | 2          |            |            |            |            |
|  | Platforma Demnitate și Adevăr                 | 1          |            |            |            |            |